# 杉本真維子
杉本 真維子（すぎもと まいこ、1973年1月10日 - ）は、日本の詩人。長野県長野市生まれ。埼玉県在住。武蔵野女子大学短期大学部文科英文専攻、学習院大学文学部哲学科卒業。

## 略歴
幼少より詩を書き始める。詩集『点火期』の略歴によると、初投稿は1998年婦人公論詩欄(選者井坂洋子)。2002年第40回現代詩手帖賞受賞。2003年詩集『点火期』を発表(中原中也賞及び小野十三郎賞最終候補)。当時、評価されることの少なかった第1詩集のなかで高い評価を集める 。
以後、批評や散文も手がける。2008年第2詩集『袖口の動物』で第58回H氏賞受賞。同年、第13回信毎選賞受賞。2015年、第3詩集『裾花』で第45回高見順賞受賞。
2023年、第4詩集『皆神山』で第31回萩原朔太郎賞受賞。2012年度、2017年度H氏賞選考委員。2016年～2017年現代詩花椿賞選考委員。福間健二、高貝弘也との三人誌「cow」同人。宇都宮アート＆スポーツ専門学校文芸創作科で講師も務める。

## 詩集
- 『点火期』 思潮社 2003年9月
- 『袖口の動物』 思潮社 2007年10月 (叢書・新しい詩人)
- 『裾花』 思潮社 2014年10月
- 『皆神山』思潮社 2023年4月

## 随筆
- 『三日間の石』 響文社 2020年6月

## 共著
- 『詩のリレー 1』 ふらんす堂 2006年12月